# Pier Antonio Micheli
Pier (ou Pietro) Antonio Micheli (Florence, 11 décembre 1679 – Florence, 1er janvier 1737) est un botaniste et un mycologue italien. Micheli est considéré comme l'un des pères de la mycologie moderne.

## Biographie
Passionné de botanique très jeune, il étudie le monde végétal en recueillant un herbier d'environ 19 000 plantes. Il collectionne également des insectes, des coquillages, des minéraux et des fossiles Il apporte une contribution décisive à l'étude des champignons en les observant au microscope, en découvrant le premier la spore, la baside et la conidie. Il remarque même l'existence de cette membrane, nommée velum ou voile qui peut être partiel ou universel  et réussit à montrer que les champignons se reproduisent par mélange des spores a contrario des croyances de l'époque en la génération spontanée.
Il a été l'élève de Bruno Tozzi (1656-1743) avec qui il fondera, en 1716, la Società Botanica Fiorentina et lui dédiera un nouveau genre Tozzia. Il donne également le nom de son collègue florentin Antonio Maria Salvini (1653-1729) au genre Salvinia des fougères aquatiques. Le catalogue de ses ouvrages fut rédigé par Giovanni Targioni Tozzetti, il est conservé à la Bibliothèque nationale centrale de Florence.
Il a été nommé, par le grand-duc Cosme III de Médicis, professeur à Pise et aussi directeur du Jardin des simples de Florence où lui succède Giovanni Targioni Tozzetti (1712-1783), un de ses élèves qui acquiert toutes ses collections à sa mort. Tozzetti fait paraître, en 1748, une description du jardin botanique à l'époque de la direction de Micheli : Catalogus plantarum horti caesarei florentini.
Micheli fait paraître de nombreuses publications dont Nova Plantarum Genera (1729) qui reprend le système de classification de Joseph Pitton de Tournefort (1656-1708). Sa mort laisse inachevé un manuscrit décrivant une soixantaine de plantes marines, destiné à constituer un second volume ; il est conservé au musée d'histoire naturelle de Londres. Il correspond avec les principaux botanistes de son temps comme James Petiver (v. 1663-1718), William Sherard (1659-1728), Pierre Magnol (1638-1715), Johann Jacob Dillenius (1684-1747) ou Johann Jakob Scheuchzer (1672-1733).
Il meurt d'une pleurésie en 1737.

## Liste partielle des publications
- Nova plantarum genera (1729) où il décrit 900 espèces de plantes et de champignons

## Hommage

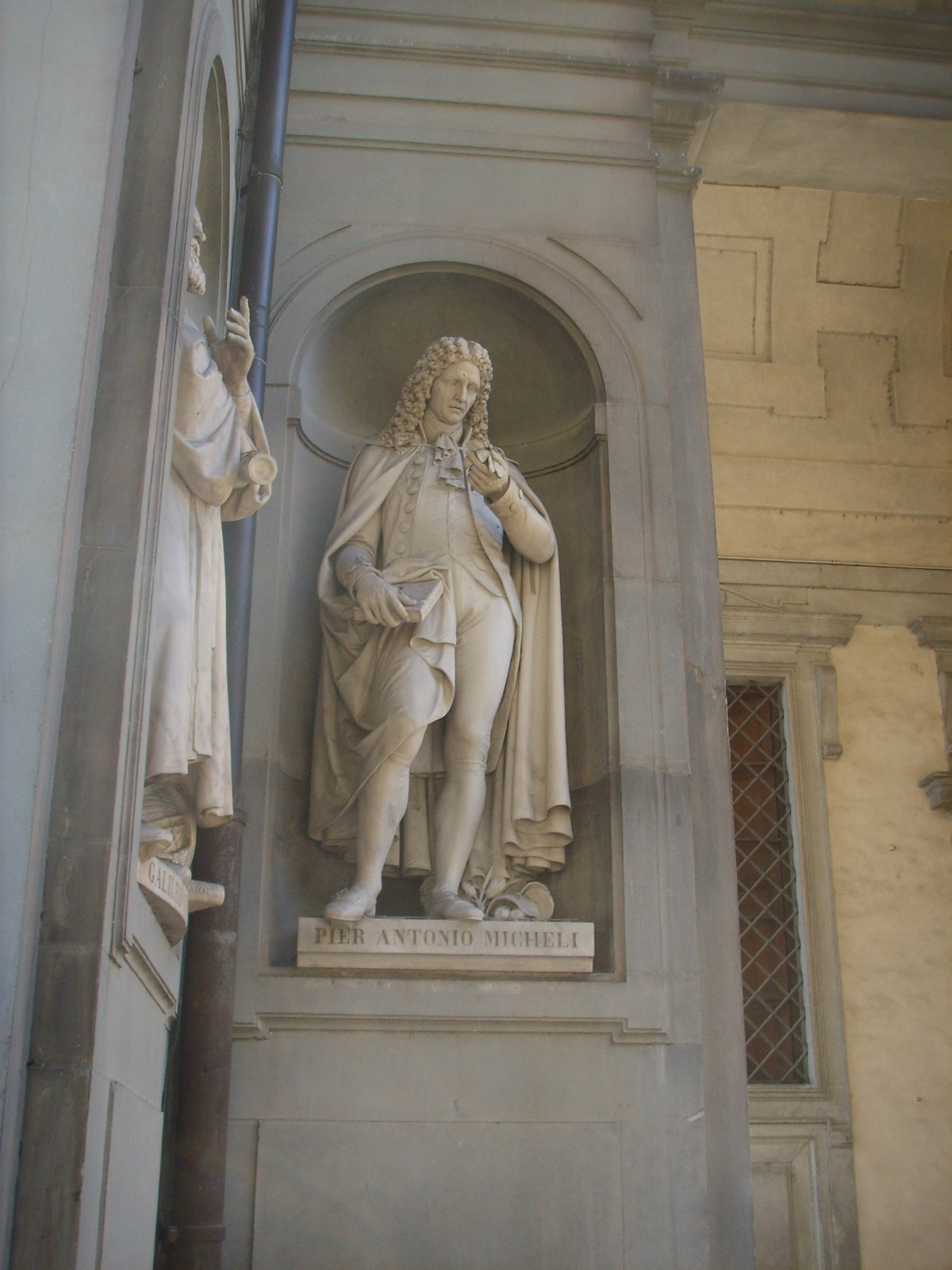
Sa statue sur le piazzale des Offices de Florence

Une statue, placée dans une des niches du piazzale des Offices, le représente.

## Source
- (it) Cet article est partiellement ou en totalité issu de l’article de Wikipédia en italien intitulé « Pier Antonio Micheli » (voir la liste des auteurs) du 24/09/2007.